# Coupe de futsal de l'UEFA 2001-2002
Navigation
2002-2003
La Coupe de futsal de l'UEFA 2001-2002 est la 1re édition de la compétition organisée par l'UEFA entre octobre 2001 et mars 2002.
Le Playas de Castellon FS conserve son titre non-officiel conquis l'année précédente à l'occasion de cette première édition sous l'égide de l'UEFA. Le club espagnol remporte le tournoi final joué à Lisbonne en finale face à l'Action 21 Charleroi.
Javier Lorente et Joan Linarès , deux joueurs du Playas de Castellon, sont respectivement élus meilleur joueur et buteur de la compétition.

## Qualifications
Le tirage au sort des qualifications a lieu le 6 juillet 2001 à Ulm, en Allemagne.
Joué durant les mois d'octobre et novembre 2001, huit groupes de trois ou quatre équipes composent le premier tour,. Ce dernier qualifie pour le tournoi final à huit équipes,. Seuls les vainqueurs de groupe accèdent donc au tour suivant.
Le Playas de Castellón FS domine son groupe de la première phase chez les Slovaques du Lesna Industrija Litija et contre l'équipe macédonienne du FK Vetadzoka, totalisant deux victoires en autant de matchs avec quinze buts en sa faveur et seulement quatre contre.
| Groupe   | Lieu      | Qualifié              |
| -------- | --------- | --------------------- |
| Groupe 1 | Charleroi | Action 21 Charleroi   |
| Groupe 2 | Rome      | AS Roma RCB           |
| Groupe 3 | Split     | MNK Split 1700        |
| Groupe 4 | Chorzów   | Clearex Chorzów       |
| Groupe 5 | Lisbonne  | Sporting CP           |
| Groupe 6 | Litija    | Playas de Castellón   |
| Groupe 7 | Rotterdam | MNK Kaskada Graganica |
| Groupe 8 | Budapest  | CSO-Montage Budapest  |

## Tour final

### Organisation
| Date            | Activité     |
| --------------- | ------------ |
| 25 février 2002 | groupe J1    |
| 26 février 2002 | groupe J2    |
| 27 février 2002 | repos        |
| 28 février 2002 | groupe J3    |
| 1er mars 2002   | repos        |
| 2 mars 2002     | demi-finales |
| 3 mars 2002     | finale       |

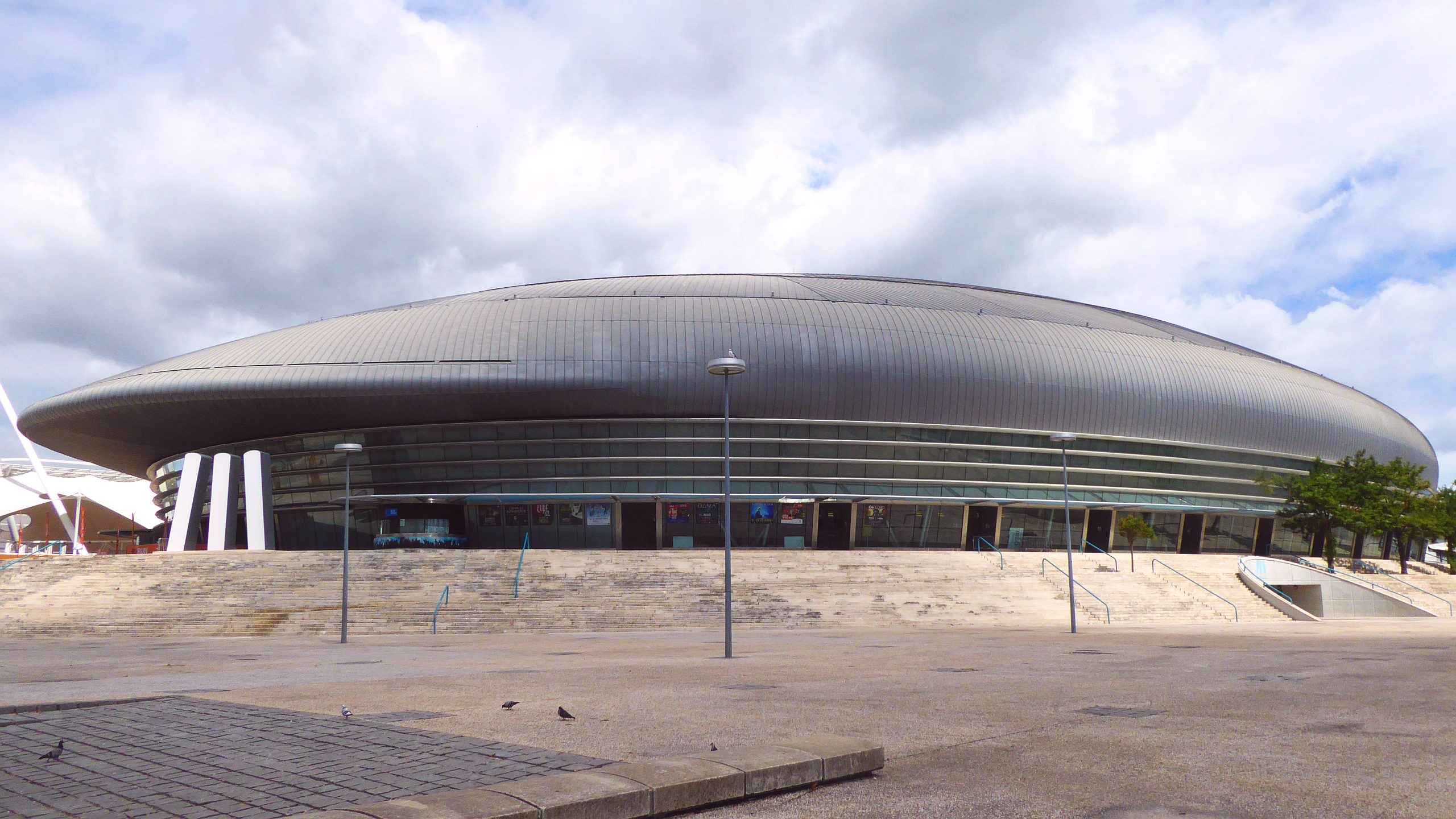
Le tournoi final a lieu au Pavilhão Atlântico de Lisbonne.

Le Tour final a lieu du 25 février au 3 mars 2002 à Lisbonne, au Pavilhão Atlântico.
Dans un premier temps, les huit clubs qualifiés sont divisés en deux groupes joués chacun en tournoi toutes rondes.
Les troisièmes et quatrièmes de groupe sont éliminés. Les vainqueurs de chaque groupe affrontent ensuite le deuxième de l'autre groupe lors des demi-finales à élimination directe.

### Phase de groupe
Lors de la seconde phase de groupes, les Espagnols du Playas de Castellón FS battent leurs trois adversaires, dont les Belges d'Action 21 Charleroi, avec 19 buts pour et seulement 2 contre.

### Phase finale

#### Tableau
|  | Demi-finales     | Demi-finales     |                     |   | Finale | Finale |
|  | Demi-finales     | Demi-finales     |                     |   | Finale | Finale |
|  |                  |                  |                     |   |        |        |
|  |                  |                  |                     |   |        |        |
|  |                  |                  |                     |   |        |        |
|  | A1 - Split 1700  | 3                |                     |   |        |        |
|  | A1 - Split 1700  | 3                |                     |   |        |        |
|  | B2 - Action 21   | 7                |                     |   |        |        |
|  | B2 - Action 21   | 7                | Action 21 Charleroi | 1 |        |        |
|  |                  |                  | Action 21 Charleroi | 1 |        |        |
|  |                  | Playas Castellón | 5                   |   |        |        |
|  | A2 - Playas      | Playas Castellón | 5                   | 4 |        |        |
|  | A2 - Playas      |                  |                     | 4 |        |        |
|  | B1 - Sporting CP | 0                |                     |   |        |        |
|  | B1 - Sporting CP | 0                |                     |   |        |        |

#### Demi-finales
En demi-finale, le Playas de Castellón FS bat le Sporting Portugal (4-0) qui accueille ce tour final,.
| 2 mars 2002 | Playas                                                  | 4 – 0   | Sporting CP |                                                                                        |                                                                                        |
| 15:00 WET   | Vander Carioca 6e · J. Linares 15e 37e · J. Sánchez 31e | (2 – 0) |             | Pavilhão Atlântico, Lisbonne Arbitrage : Zbigniew Kosmala chronométreur : Károly Török | Pavilhão Atlântico, Lisbonne Arbitrage : Zbigniew Kosmala chronométreur : Károly Török |
| 15:00 WET   | rapport                                                 |         |             | Pavilhão Atlântico, Lisbonne Arbitrage : Zbigniew Kosmala chronométreur : Károly Török | Pavilhão Atlântico, Lisbonne Arbitrage : Zbigniew Kosmala chronométreur : Károly Török |

| 2 mars 2002 | Split 1700                           | 3 – 7   | Action 21                                                  |                                                                                       |                                                                                       |
| 17:00 WET   | Botić 14e · Osibov 16e · Delpont 29e | (2 – 2) | 13e 20e Medina · 16e 20e 30e Rosa · 25e Boukamir · 38e Leo | Pavilhão Atlântico, Lisbonne Arbitrage : Károly Török chronométreur : António Cardoso | Pavilhão Atlântico, Lisbonne Arbitrage : Károly Török chronométreur : António Cardoso |
| 17:00 WET   | rapport                              |         |                                                            | Pavilhão Atlântico, Lisbonne Arbitrage : Károly Török chronométreur : António Cardoso | Pavilhão Atlântico, Lisbonne Arbitrage : Károly Török chronométreur : António Cardoso |

#### Finale
Le Pavilhão Atlântico de Lisbonne voit la victoire du Playas de Castellón FS emmené notamment par Javi Rodríguez et Edesio[Où ?] sur les belges d'Action 21 Charleroi (5-1),.
| Entraîneur :             |
| Ricardo Menezes da Silva |

| Entraîneur : |
| Tino Pérez   |

| Entraîneur :             |
| Ricardo Menezes da Silva |

| Entraîneur : |
| Tino Pérez   |

## Récompenses individuelles
| Nom                                | Buts |
| ---------------------------------- | ---- |
| Joan Linares (it) (Playas de C.)   | 11   |
| Lúcio Rosa (it) (Action 21)        | 7    |
| Antonazzi (Lamaro Roma RCB)        | 5    |
| Vander Carioca (it) (Playas de C.) | 5    |
| 3 joueurs                          | 4    |
| 5 joueurs                          | 3    |
| 14 joueurs                         | 2    |
| 18 joueurs                         | 1    |

Javier Lorente, capitaine de Playas de Castellon, est élu meilleur joueur du tournoi.
Son coéquipier Joan termine meilleur buteur avec onze buts inscrits,.